# Ostróda Reggae Festival
Ostróda Reggae Festival – największy festiwal muzyki reggae w Polsce, organizowany w Ostródzie od 2001 roku.

## Historia
Korzenie festiwalu sięgają roku 1983, kiedy to kilku pracowników ówczesnego Miejskiego Domu Kultury postanowiło pod nazwą „Ost-Rock” zorganizować przegląd młodych zespołów z Ostródy i okolic, jako lokalne eliminacje do Ogólnopolskiego Młodzieżowego Przeglądu Piosenki. Kolejne edycje odbywały się corocznie w różnych miejscach miasta, do roku 1989 włącznie. Najczęstszym zwycięzcą była sztandarowa w tamtych latach ostródzka kapela Magister z Wyciętą Przysadką Mózgową, oprócz niej występowały m.in. takie zespoły jak Blues Children, Klaps, Policja w Krainie Czarów, Rzeka Czasu, Positive Vibration, Nasza Rozgłośnia, Napalm czy Naga Prawda. W latach 90. podjęto próbę reaktywacji przeglądu, jednak odbyły się tylko dwie edycje w roku 1995 i 1996 (dwukrotnie triumfował zespół Agonya).
Imprezę udało się przywrócić do życia w roku 2001, dzięki zaangażowaniu Artura „Many” Munje, szefa ostródzkiego Biura Promocji Miasta oraz Piotra „Pitera” Kolaja, reprezentującego agencję Positive Music Promotion. Przez pierwsze trzy lata odbywała się na dziedzińcu zamku krzyżackiego pod nazwą „Ost-Rock-Reggae”, natomiast od 2004 roku, już jako Ostróda Reggae Festival, na terenie kompleksu wojskowego „Białe Koszary”. Tradycyjnie w jej program wchodzi konkurs młodych zespołów, w którego jury zasiadali dotychczas tacy znawcy gatunku jak Włodzimierz Kleszcz, Sławomir Gołaszewski, Robert Brylewski, Mirosław „Maken” Dzięciołowski, Grzegorz Kasjaniuk czy Jarosław Hejenkowski.
Od piątej edycji festiwal odbywa się na trzech scenach głównych: Red Stage, Green Stage oraz Yellow SoundSystem Stage.

## Edycje festiwalu

### 2001
Festiwal odbył się 31 sierpnia – 1 września na dziedzińcu zamku krzyżackiego.
- pierwszego dnia w konkursie wzięli udział: Skauci (I nagroda), Ikarion (II nagroda), Last Zgredas (nagroda publiczności), Fari, Mandragora, The Arrow, Tuesday oraz ZakaZaka; gościnnie zagrał zespół Bakshish
- drugiego dnia wystąpili: Agonya, Ikarion, Kobranocka, Last Zgredas, Pulsar, Shalalana, Skauci oraz Triquetra

### 2002
Festiwal odbył się 31 sierpnia na dziedzińcu zamku.
- w konkursie wzięli udział: Triquetra (I nagroda), Ave Lion (II nagroda), Project Zion (nagroda publiczności), Agonya, Happysad, Let’s Go, Popcore, Sezamkova, Taumaturgia oraz Tuesday; gościnnie zagrały zespoły: Bakshish, Kevin Arnold, Paprika Korps, Pogodno oraz Tumbao

### 2003
Festiwal odbył się 30 sierpnia na dziedzińcu zamku.
- w przeddzień festiwalu w klubie Paragraf odbył się koncert pod hasłem Mała Scena Ost-Rock, w którym wzięły udział zespoły: Agonya, Akcyza, Atencja, Bin-Equality, Happysad, Honduras, Johnny Tomala, Popcore, Pulsar, Tuesday oraz Wsio w Pariadku
- w konkursie wzięli udział: Le Illjah (nagroda w kategorii reggae), Oranżada (nagroda w kategorii rock), Paraliż Band (nagroda publiczności), Cała Góra Barwinków, Chant, Helicobacter, Inside The Outside oraz Nowa Kultura; gościnnie zagrały zespoły: Habakuk, Indios Bravos, Joint Venture Soundsystem, Tumbao oraz Polemic (Słowacja)
- z powodu zamieszek wszczętych nieopodal dziedzińca przez chuliganów, około północy koncert został przerwany, nie wystąpiły zespoły Duberman, Paprika Korps oraz Bakshish; w ramach rekompensaty 25 listopada na placu przed klubem Paragraf zorganizowano „After Ostrock Reggae Festiwal” (oprócz trzech wspomnianych zagrały także zespoły Paraliż Band i Positive, posiadacze biletów z sierpnia mieli wstęp wolny)[7]

### 2004
Festiwal odbył się 13-15 sierpnia na terenie kompleksu wojskowego „Białe Koszary”. W konkursie wzięli udział: Ave Lion (I nagroda), Dubska (najlepsza sekcja rytmiczna), Kultura De Natura (najlepszy wokalista – Rasm Al-Mashan), Africonnect, Jordan oraz Nowa KulturaNa scenach wystąpili: 
- scena główna: Bakshish, Duberman, Gedeon Jerubbaal, Habakuk, Indios Bravos, Inity Dub Mission, Le Illjah, Maleo Reggae Rockers, Paprika Korps, Paraliż Band, Positive, Radikal Dub Kolektiv, Sidney Polak, Vavamuffin, WWS All Sunrises Soundsystem, Estrepito Banditos (Niemcy), Love Grocer (Wielka Brytania) oraz Daddy Teacha & Ramshaka (Wielka Brytania)
- scena soundsystem: Kuri Selecta, El Mariachi & Ortopheads, Joint Me Squad, Positive Ferment, Singledread Soundsystem, Love Sen-C Music Soundsystem, Gwoździu Selecta, Trzy Kolory Reggae, Kadubra Dynamite Soundsystem, Zjednoczenie Soundsystem, DJ Feel-X, Olsztyn Reggae Amatorz, Obora Rekords, Bass Medium Trinity, Tisztelet Soundsystem, JSM Rootskontrolla oraz Dreadzone Soundsystem (Wielka Brytania).

### 2005
Festiwal odbył się 12-14 sierpnia na terenie koszar. W konkursie na Green Stage wzięli udział: Tabu (I nagroda), Geto Blasta (najlepszy wokalista – Junior Stress), Bambi, Devoted & Rudd Sound, Kometa Marleja oraz Power of Trinity Na scenach wystąpili:
- Red Stage: Bakshish, Daab, Duberman, Habakuk, Immanuel, Indios Bravos, Maleo Reggae Rockers, Vavamuffin, Brain Damage (Francja), High Tone (Francja), Manipulators (Francja), Twinkle Brothers (Jamajka), Nucleus Roots (Wielka Brytania) oraz Over Proof Soundsystem (Wielka Brytania)
- Green Stage: Africonnect, Cała Góra Barwinków, Dubska, Etna Kontrabande, Fari, Faya, Lion Vibrations, Natanael, Negril, Pauza, Positive, Project Zion, Rebelion, Stage of Unity, Yere Yere Li, oraz Yallency Brown (Niemcy)
- Yellow SoundSystem: Olsztyn Reggae Amatorz, Gwoździu Selecta, Singledread Soundsystem, Love Sen-C Music Soundsystem, Abselektor, Rub Pulse Soundsystem, Obora Rekords, Tisztelet Soundsystem, JSM Rootskontrolla, Zjednoczenie Soundsystem, DJ Feel-X oraz Yasman & Tony Junior B.I.G. (Kuba)
- Tent-Field Stage — dodatkowa scenę soundsystemowa, którą poprowadzili Alik Dziki i DJ Leo pod hasłem „Rootsmanufaktura: Jamaican Mobile Open Air Soundsystem”.

### 2006
Festiwal odbył się 18-20 sierpnia na terenie koszar. Największą gwiazdą festiwalu był zespół Culture. Wraz z zespołem wystąpił wokalista Hill Junior, syn zmarłego 2 dni przed koncertem w drodze do Polski frontmana zespołu, Josepha Hilla.
- na Red Stage wystąpili: Bakshish, Duberman, Habakuk & Muniek Staszczyk, Jafia Namuel, Lion Vibrations & Jerzy „Mercedes” Mercik, Magnetosfera (z udziałem członków grupy Izrael), Maleo Reggae Rockers, Natural Dread Killaz, Paraliż Band, Polish Fire, Tumbao, Vavamuffin, WWS All Sunrises Soundsystem, Pionear (Niemcy), Yellow Umbrella (Niemcy), Tony Junior B.I.G. (Kuba), Steel Pulse (Wielka Brytania) oraz Jah Man Soul & P.A.C.E. (Zimbabwe)
- na Green Stage wystąpili: Druga Strona Lustra, Dusza i Mercedes, Dzioło, Good Religion, Jordan & Kapela Kociewska, Dubska, Managga, Tabu, United Flavour (Czechy), Jah Tiger (Jamajka) oraz Natty Dreadlocks (Wielka Brytania)
- na Yellow SoundSystem Stage wystąpili: Singledread Soundsystem, EastWest Rockers, Love Sen-C Music Soundsystem, Zjednoczenie Soundsystem, Joint Venture Soundsystem, Obora Rekords, Tisztelet Soundsystem, Rainbow Hi-Fi Soundsystem, Rub Pulse Soundsystem, Yasman & Tony Junior B.I.G. & Omniris Toledo (Kuba), Big Family & Roots Survival Soundsystem (Francja), Abassi All Stars (Wielka Brytania) oraz DJ Ridm (Wielka Brytania)
- w konkursie na Green Stage wzięli udział: Majestic (I nagroda), Fire Flex Crew, Make Progress, Naaman oraz Silesian Sound

### 2007
Festiwal odbył się 16-19 sierpnia na terenie koszar (po raz pierwszy festiwal trwał 4 dni). Podczas festiwalu jubileusz 25-lecia powstania obchodził zespół Bakshish. Na secnach wystąpili:
- Red Stage: Ares & The Tribe, Bakshish, Chant, Duberman, Dubska (wraz z legendą rosyjskiego reggae, wokalistą Jah Division Gerą Moralesem), Etna Kontrabande, Gedeon Jerubbaal, Indios Bravos, Inity Dub Mission, Konopians, Maleo Reggae Rockers, Natural Dread Killaz & Riddim Banditz, Natural Mystic, Paprika Korps, Tabu, The Relievers, Vavamuffin, WWS All Sunrises Soundsystem, Dub Incorporation (Francja), Mood Rakers (Hiszpania), Yellowman(inne języki) (Jamajka), Soul Fire (Grecja), Misty in Roots (Wielka Brytania) oraz Pama International (Wielka Brytania)
- Green Stage: Pandadread Soundsystem, Jah Dollz, Rainbow Hi-Fi Soundsystem, Abselektor, Dr Meegdal, Babel Label, Ras Bass, 27 Pablo Soundsystem, Obora Rekords, Selecta Soundsystem, Kosmos Mega Soundsystem, Echo TM, Duby Smalone, Joint Venture Soundsystem, Love Sen-C Music Soundsystem, Zjednoczenie Soundsystem, EastWest Rockers, Prince Kur & Santiago Loco (Irlandia), Lone Ranger (Jamajka), Impacto (Kuba), Hornsman Coyote (Serbia), Brother Culture (Wielka Brytania) oraz DJ Ridm (Wielka Brytania)
- Yellow SoundSystem Stage: Rub Pulse Soundsystem, Ras Bass, Obora Rekords, Singledread Soundsystem, Kadubra Dynamite Soundsystem, Jam Vibez Soundsystem, Ushat Soundsystem, Abselektor oraz Soul Operators
- w konkursie na Red Stage wzięli udział: Raggafaya (I nagroda), Lars (II nagroda), Industrial Forest, Pajujo oraz Świadomość

### 2008
Festiwal odbył się 14-17 sierpnia na terenie koszar. W czasie festiwalu jubileusz 25-lecia powstania obchodził zespół Daab, jubileusz 10-lecia twórczości obchodził Pablo 27. Na scenach wystąpili:
- Red Stage: Bakshish, Daab, Gedeon Jerubbaal, Izrael, Jafia Namuel, Lion Vibrations, Natanael, Nefre, Paraliż Band, Sedativa, Vavamuffin, United Flavour (Czechy), Big Family (Francja), Danakil (Francja), No More Babylon (Francja), Gorgon Massive (Holandia), Alborosie & Shang Yeng Clan (Jamajka), Earl 16 & U-Brown (Jamajka), Ijahman Levi (Jamajka), Max Romeo (Jamajka), Omar Perry & Homegrown Band (Jamajka), Jahcoustix & Dubios Neighbourhood (Niemcy), Terrakota (Portugalia), Jah Division (Rosja), Full Focus Productions (Szwecja), General Levy (Wielka Brytania) oraz Franziska (Włochy)
- Green SoundSystem Stage: Jam Vibez Soundsystem, Soundz of Freedom Soundsystem, EastWest Rockers, Singledread Soundsystem, Love Sen-C Music Soundsystem, Echo TM, Respecta Kru & Cheeba, DJ Beezee, DJ Dia, R33IC4SH & Junior Stress, Partizans Kru, DJ Playaman, T. Duby, Pankracy Soundsystem, 27 Pablo Soundsystem, Tisztelet Soundsystem, Ras Bass, Zjednoczenie Soundsystem, Singledread Soundsystem, DJ Leo, Obora Rekords, Bass Medium Trinity, Babel Label, DJ Babylon Rocker & Missy M (Czechy), Nekswan (Francja), Irieland Soundsystem (Niemcy), Kingstone Soundsystem (Niemcy), Pow Pow Soundsystem (Niemcy), Tricky D (Niemcy), Royal Crown (Kanada), Lexo (Portugalia), Ras Cricket & Diego Jah & E.C.U. (Szwecja) oraz One Love (Włochy)
- Yellow SoundSystem Stage działał głównie jako wypełnienie przerw między koncertami
- w konkursie na Red Stage wzięli udział: Fire In The Hole (I nagroda), Alicetea (nagroda specjalna dla wokalistki Alicji), Bez Jahzgh, Erijef Massiv oraz R.A.G.A. Squad

### 2009
Festiwal odbył się 14-16 sierpnia na terenie koszar. W konkursie na Red Stage wzięli udział: Raggamoova (I nagroda), Enchantia (nagroda specjalna ufundowana przez panią Konsul Jamajki dla wokalistki Sary Brylewskiej), Creska, Czerniejewska oraz Sensithief. Na scenach wystąpili:
- Red Stage: Babylon Raus, Jamal, Junior Stress, Maleo Reggae Rockers, Marika & Ruff Radics, Ragana, Rastasize, Rebelion, Tabu, Vavamuffin, Jah Live (Brazylia), Kana (Francja), Tiken Jah Fakoly (Francja), Dubtonic Kru (Jamajka), Tosh Meets Marley (Jamajka), Rootz Underground (Jamajka), Ras Paddy & The Rockas (Nigeria), Junior Tschaka (Szwajcaria), Rebel Control (Wielka Brytania), Xova (Wielka Brytania) oraz Yaz Alexander (Wielka Brytania)
- Green SoundSystem Stage: Ready For War Soundsystem, Jam Vibez Soundsystem, Soundz of Freedom Soundsystem, Singledread Soundsytem, Rah Rah Crew, DJ Set, Love Sen-C Music Soundsystem, Earl Jacob, MC Talib, Bigger Boss, Ras Bass, Roots Revival, Bob One, Joint Venture Soundsystem, Digitaldubs (Brazylia), The Dynamics (Francja), Digital Roots Movement (Irlandia), Mass Cypher (Jamajka), Mystic MC (Jamajka), Ranking Joe (Jamajka), Dubmatix (Kanada), Collynization Soundsystem (Niemcy), Supersonic Soundsystem (Niemcy), SWS Soundsystem (Niemcy), City Lock Soundsystem (Niemcy), Pow Pow Soundsystem (Niemcy), Irieland Soundsystem (Niemcy), Hornsman Coyote (Serbia), Brother Culture (Wielka Brytania), Iration Steppas (Wielka Brytania) oraz Over Proof Soundsystem (Wielka Brytania)
- Yellow SoundSystem Stage działał głównie jako wypełnienie przerw między koncertami.

### 2010
Festiwal odbył się 12-15 sierpnia na terenie koszar (była to jubileuszowa, 10. edycja); otworzył go konkurs młodych zespołów na molo nad jeziorem Drwęckim, w którym udział wzięli: PaRasSol (I nagroda), Far Away, Natural Mystic, Paihivo oraz Sharpi; gościnnie zagrały zespoły Tabu i Pajujo. Podczas festiwalu swój jubileusz 20-lecia powstania obchodziły zespoły Habakuk oraz Alians. Na scenach wystąpili:
- Red Stage: Cała Góra Barwinków, Dubska, EastWest Rockers, Habakuk, Junior Stress & Sun El Band, Konopians, Lion Vibrations, Paprika Korps, Paraliż Band, PaRasSol, Ragana, Ras Luta, Skankan, Vavamuffin, Dub Incorporation (Francja), No More Babylon (Francja), Bushman(inne języki) (Jamajka), Chezidek(inne języki) (Jamajka), Everton Blender (Jamajka), Jah Mason(inne języki) (Jamajka), Cornerstone Roots (Nowa Zelandia), Hornsman Coyote (Serbia), Soldiers of Jah Army (USA), The Aggrolites(inne języki) (USA) oraz Zion Train (Wielka Brytania)
- Green Soundsystem Stage: Ras Bass, Roots Defender & Natty B., Real Cool Soundsystem, Kosmos Mega Soundsystem, Zjednoczenie Soundsystem, KaCeZet & Dreadsquad, Singledread Soundsystem, Kuba 1200, Love Sen-C Music Soundsystem, Rudebwoy Salute Soundsystem, Ready For War Soundsystem, Tisztelet Soundsystem, Splendid Soundsystem, Dancehall Masak-Rah, Kadubra Dynamite Soundsystem, Jabbadub, Dubbist, The Lordz, Radikal Guru, Joint Venture Soundsystem, Roots Revival Soundsystem, Digitaldubs (Brazylia), Big Family (Francja), King Kalabash & Baron Black (Francja), Ras Zacharri (Jamajka), SWS Soundsystem (Niemcy), Sentinel Soundsystem (Niemcy), Pow Pow Soundsystem (Niemcy), Hornsman Coyote (Serbia), UK Roots Connection (Wielka Brytania), The Scientist Soundsystem & 2 Kings & Prince Jamo (Wielka Brytania), YT (Wielka Brytania), Earl 16 (Wielka Brytania), Don Letts (Wielka Brytania) oraz Mungos Hi-Fi & Soom-T & Kenny Knots (Wielka Brytania)
- Yellow SoundSystem Stage działała głównie jako wypełnienie przerw między koncertami

### 2011
Festiwal odbył się 11-14 sierpnia na terenie koszar; otworzył go konkurs młodych zespołów na molo nad jeziorem Drwęckim, w którym udział wzięli: Make Progress (I nagroda), Bethel, Kuki Pau, Sound’s Good oraz Zebra; na zakończenie zagrał zespół Jafia Namuel, promując podczas występu swoją najnowszą płytę pt. One Love Train. Podczas festiwalu funkcjonował Uniwersytet Reggae. Na scenach wystąpili:
- Red Stage: Bakshish, Biafro, Cała Góra Barwinków, Duberman, Dubska, Etna Kontrabande, Farben Lehre, Izrael, Konopians, Make Progress, Natural Mystic Akustycznie, Paraliż Band, Poparzeni Kawą Trzy, Star Guard Muffin, Tabu, Vavamuffin, Dub Akom Band (Francja), Dubtonic Kru (Jamajka), Lutan Fyah(inne języki) (Jamajka), Mr. Vegas(inne języki) (Jamajka), Perfect Giddimani (Jamajka), Protoje (Jamajka), Ranking Joe (Jamajka), Sly & Robbie & Junior Reid, Stephen Marley, Katchafire (Nowa Zelandia) oraz The Wisdom Band (Wielka Brytania)
- Green Soundsystem Stage: Bas Tajpan, Bob One, Dancehall Masak-Rah, Jahdas, KaCeZet & Dreadsquad, Love Sen-C Music Soundsystem, Radikal Guru, Revolda Soundsystem, Roots Defender & Natty B., Sensithief, Singledread Soundsystem, SmokeDaCrackOff, Splendid Soundsystem, The Lordz, Zjednoczenie Soundsystem, King Kalabash (Francja), Herbalize It (Holandia), Leftside (Jamajka), Upliftment & Dr. Ring Ding (Niemcy), Bush Chemists & King General (Wielka Brytania), Jah Free (Wielka Brytania), Mad Professor (Wielka Brytania), Reality Souljahs (Wielka Brytania), oraz Vibronics (Wielka Brytania)
- Yellow SoundSystem Stage, organizowana przez częstochowski Rise Up! Soundsystem, działała głównie jako wypełnienie przerw między koncertami; codziennie po ich zakończeniu odbywały się tam także imprezy ze spontanicznym udziałem artystów występujących na pozostałych scenach.

### 2012
Festiwal odbył się 9-12 sierpnia na terenie „Białych Koszar”. W ramach festiwalu funkcjonował Uniwersytet Reggae, zorganizowano polskie obchody 50-lecia Niepodległości Jamajki z udziałem Ambasador Jamajki w Berlinie Pani Joy Wheeler, Honorowej Konsul Jamajki w Polsce Pani Marii Dembowskiej oraz Pani Nicole Haughton z Jamaica Tourist Board, odbył się konkurs wiedzy o Jamajce, w którym nagrodę główną dwa bilety lotnicze na Jamajkę ufundował Jamaica Tourist Board. Wystąpili:
- Red Stage: Tanya Stephens(inne języki) (Jamajka), Dreadzone(inne języki) (Wielka Brytania), Dactah Chando (Hiszpania, Niemcy), Danakil (Francja), Anthony B (Jamajka), 1 Stop-Experience (Wielka Brytania), Bakshish, Ring Ding (Niemcy), Dub Syndicate(inne języki) (Jamajka), Adrian Sherwood(inne języki) (Wielka Brytania), EastWest Rockers, Fat Freddy’s Drop (Nowa Zelandia), Laid Blak (Wielka Brytania), Morgan Heritage(inne języki) (Jamajka, USA), Paprika Korps, Rod Taylor (Jamajka), Raggafaya, Rootz Underground (Jamajka), Tabu, Vavamu`ffin, The Bartenders, R.U.T.A., Junior Stress & Sun El Band, Bednarek, Habakuk & Kalokagathos, Jafia Namuel, Maleo Reggae Rockers
- Green Stage: Aba Shanti-I (Wlk. Brytania), Channel One Sound System (Wielka Brytania), Prince Fatty Sound System & Horseman & Hollie Cook, Illbilly Hitec & Longfingah, Radikal Guru & Cian Finn, Baby Cham, RDX, Solo Banton, Cali P, Adrian Sherwood (Wielka Brytania), Dancehall Masak-Rah, Love Sen-C Music, Roots Revival, Peter Metro, Bas Tajpan, Feel-X & Gutek, Joint Venture Sound System, Jacek Szafir

### 2013
Festiwal odbył się 9-11 sierpnia na terenie „Czerwonych Koszar”. Podczas festiwalu funkcjonował Uniwersytet Reggae. W ramach festiwalu zogranizowano „Czwórka Reggae Contest”, który wygrał zespół Big Up! Wystąpili:
- Red Stage: Root Wise, CT-Tones, Junior Stress, Duberman, Ras Luta, Jamaram(inne języki) (Niemcy), Vavamuffin, Dub Pistols (Wielka Brytania), Luciano (Jamajka), Bednarek, Big Up!, Bongostan, Naaman, The Stylacja, Bubble Chamber, Skaos (Niemcy), Jamal, Gentleman’s Dub Club(inne języki) (Wielka Brytania), Busy Signal(inne języki) (Jamajka), U-Roy (Jamajka), GrubSon, Gradu Minimo, Jahvigation, Zebra, Tallib & Sztoss, Tabu, Blue King Brown(inne języki) (Austria), Dubtonic Kru (Jamajka), Groundation(inne języki) (Stany Zjednoczone), Don Carlos (Jamajka), Paraliż Band.
- Green Soundsystem Stage: D-One & Mc Boone Chatta (Trynidad/Niemcy), Dancehall Masak-Rah, Pow-Pow (Niemcy), Reggae Rajahs(inne języki) (Indie), Bob One & Bas Tajpan, Dreadsquad & El Fata, Kacezet, Kasia Malenda (Polska/Wielka Brytania), Dubmatix(inne języki) (Kanada), Radikal Guru & Cian Finn(inne języki) (Polska/Irlandia), Iration Steppas(inne języki) (Wielka Brytania).
- Yellow SoundSystem Stage działał głównie jako wypełnienie przerw między koncertami.

### 2014
Festiwal odbył się 14-17 sierpnia na terenie „Czerwonych Koszar”. Podczas festiwalu funkcjonował Uniwersytet Reggae. W ramach festiwalu zorganizowano „Czwórka Reggae Contest”, który wygrał zespół SielSKA. Wystąpili: 
- Red Stage: Dub Inc. (Francja), The Skatalites (Jamajka), Zion Train (Wielka Brytania/Jamajka), Pura Vida (Belgia), Chronixx & Zincfence Redemption (Jamajka), Damian Syjonfam & D-Roots Brothers, Bakshish, Cała Góra Barwinków, Vavamuffin, Congo Ashanti Roy (Jamajka), Earl Jacob & Zbóje, Ras Luta, Bethel, Kacezet & Fundamenty, Dubska, Meta & The Cornerstone (Senegal, Japonia, Izrael, Jamajka, USA), Rootz Underground, Raggafaya, Mesajah, Easy Star All-Stars (USA), Maleo Reggae Rockers, 20 lecie Jafia Namuel, Bednarek, Big Up, Tabu.
- Green Stage: Vibronics (Wielka Brytania), Black Chiney (USA), Joint Venture Sound System, Love Sen-C Music, Dancehall Masak-Rah, Splendid Sound, Silly Walks Discotheque & RC (Niemcy/Jamajka), Mayd Hubb meets Joe Pilgrim (Francja), Trojan Sound System (Wielka Brytania).
- Red Bull Tour Bus Stage: Bass Invaders, Dubłajzer, KGS & Fritz, Liper, K-Jah, Calu, MadMajk, Wersman, David D’Light, Real Cool Sound, Skadyktator, Earl Jacob, Fire Corner Crew.
- Yellow Stage: Dotyk dźwięku – kąpiel w dźwiękach gongów i mis, prowadzenie Robert Kiedrzyński, Rise Up! Sound System, Roots Trippin, Bdg Dub, Raa Step, Natural Unite, Samer, All On Sound, Ictus Sound, Roots Melody, Bass Aid Sound, Good Vibes Familia, Gene Tella Tribe, SięBujajTu, Jah Love.

### 2015
Festiwal odbył się 6-9 sierpnia na terenie „Czerwonych Koszar”. Podczas festiwalu funkcjonował Uniwersytet Reggae. W ramach festiwalu zorganizowano World Reggae Contest, w którym wystąpiło pięciu finalistów: Nova Raiz (Brazylia), Dubska (Polska), Chainska Brassika (Wielka Brytania), Shanty (Wielka Brytania), The Banyans (Francja). Wystąpili:
- Red Stage: Sielska, November Project, The Relievers, Fyah Keepers (Wlk. Brytania/Polska/Jamajka), Izrael gra Kulturę, Richie Campbell (Portugalia), Black Roots (Wielka Brytania), Tabu, Raging Fyah (Jamajka), Gentleman & The Evolution (Niemcy), Damian SyjonFam, Roots Rockets, Chonabibe, Bob One & Bas Tajpan, Tumbao, Bednarek, Protoje (Jamajka), Capleton (Jamajka), Duberman.
- Green Stage: K-Jah Sound Showcase, K.W.S.S.C. & Ragga Killa Sound (Rosja), Dub Terminator (Nowa Zelandia), Dreadsquad & Lady Chann & Mic Liper (Polska/Wlk.Brytania), Sensithief, Zjednoczenie Sound System, Rory Stone Love (Jamajka), Dancehall Masak-Rah, Arubdub (Polska/Irlandia), Dub Dynasty & Cian Finn (Anglia/Irlandia), O.B.F.sound system & Shanti D (Francja), Radikal Guru & Dubdadda & Cian Finn (Polska/Anglia/Irlandia).

### 2018
Festiwal odbył się  5-8 lipca na terenie „Czerwonych Koszar” pod patronatem kampanii społecznej „Muzyka Przeciwko Rasizmowi” Stowarzyszenia „Nigdy Więcej”. Na festiwalu wystąpili:
- Red Stage wystąpili m.in.: Mesajah, Gentelman (Niemcy), Dub Inc. (Francja), Jesse Rogal (Jamajka), Twinkle Brothers & Trebunie Tutki (Jamajka/Polska), Christopher Martin & Jamdonz Band (Jamajka)[24].
- Green Stage wystąpili m.in.: Bakshish Soundsystem, Pozyton Sound & Yardee Crew, Jabbadub[24].
- Yellow Stage wystąpili m.in.: Bass AID, Skank Ranger i Lady Asha[24].

### 2019
Na festiwalu wystąpili:
- Red Stage / Amfiteatr (główna scena): Marcus Gad, Damian SyjonFam, Bakshish, Johny Rockers, Etna Kontrabande, Dubska, Raggattack, Sidney Polak, U Brown & Ras Bass, Dreadsquad & Lasai, Unstoppable Fyah & Dotta Coppa, Jahneration, Queen Ifrica, King Jammy, Agent Sasco, The Congos feat. Pura Vida, Gentleman’s Dub Club, Samory I, Alpha Steppa & Nai‑Jah[25]
- Green Stage / DJ & Sound systems: Jah Love Soundsystem, Dancehall Masak‑Rah, Freedomsound feat. Cheeba & Duże PE, Splendid Sound, Vavamuffin, Tamika & K‑Jah Sound, Duberman feat. Hornsman Coyote, Ayarise, Skank Ranger All‑Stars, Mack, Pandadread, Radikal Guru & Baptiste, Oku Onuora, L’Entourloop ft. Troy Berkley & N’Zeng[26]

### 2021
Festiwal odbył się 9-11 lipca w Amfiteatrze i na molo. Była to 20-ta, jubileuszowa edycja festiwalu. W trakcie festiwalu zorganizowano Czwórka Reggae Contest oraz Reggae University. Wystąpili:
- Red Stage: Reggae Edukacja (DJ Maken), Johny Rockers, Dubska, Gutek, Bakshish, Vavamuffin, The Beat Rootz, Yellow Umbrella, Shashamane, Brinsley Forde Aswad Experience, Tabu, Czwórka Reggae Contest (Barwy, Myasta, Boleo & Follow the Riddim), Paprika Korps, Habakuk, Mesajah & I‑Grades, Jah Love Soundsystem, Skank Ranger & MC Polishman, Violinbwoy, Sensithief[28]
- Green Stage / pozostałe sceny: Jah Love Soundsystem, Sensithief, Splendid Sound, Skank Ranger & MC Polishman, Violinbwoy, Yellow Umbrella, Shashamane, Tabu, The Beat Rootz, I Grades, Mesajah, Paprika Korps, Dreadsquad[28]

### 2023
Festiwal odbył się w dniach 6-9 lipca na terenie Kompleksu Sportowo – Rekreacyjnego w Ostródzie. Na festiwalu wystąpili:
- Red Stage: Jahneration, Kabaka Pyramid, Nattali Rize, Dreadzone, Zion Train, Damian SyjonFam, Shashamane, Etna Kontrabande, Masala Soundsystem, Surtarang, Tabu, Paraliż Band, The Djangos, Immanuel, Rebel Idrens, Voo Voo, Dubska, The Vyo[30]
- Green Stage: Dasha Fyah, Singledread feat. Deadly Hunta, Pitch Black, Congo Natty feat. Blackout JA, Fatty Fatty, Dancehall Masak‑Rah, Irie Ites feat. Chezidek, I‑Grade Dub, Harper, Pozyton Sound, Demkaz[30]
- Yellow Stage: Bass Invaders, King Dubear aka Roots Revival Riddim Force, Jah Love Crew, Violinbwoy, Roots Trippin Sound System, Jahdyga, MicLiper, Mack, Bouquet, Fifi, Tune Fi Tune[30]

### 2024
Na festiwalu wystąpili:
- Red Stage: Rootz Underground, The Cimarons, David Cairol, Dawid Porta & Jafia (30 Years), Rebelion, Habakuk, Tomek Lipiński (45‑lecie), Damian SyjonFam, Groundation, Micah Shemaiah and the Dreadites, Mesajah (20 -lecie), Dubioza Kolektiv, Tabu, Vavamuffin, The Beat Rootz, Rootstone, Bethel, Jamajki, Dubska (Tribute to R.A.P.)[31]
- Green Stage: K‑Jah Sound feat. Omar Perry, Singledread feat. Baron Black, Dancehall Masak‑Rah feat. Marika, Ras Luta, Cheeba, Barwy, Obeah, Radikal Guru feat. Baptiste, Adam Prescott feat. Donovan Kingjay, Manudigital feat. Dapatch MC, Bas Tajpan[31]

### 2025
Festiwal odbył się w dniach  24-27 lipca na Stadionie Miejskim w Ostródzie i w Amfiteatrze. W trakcie 24 edycji festiwalu, Piotr Kolaj, jego twórca i dyrektor, podczas uroczystej sesji Rady Miasta został uhonorowany tytułem Honorowego Obywatela Miasta Ostróda. Na scenach wystąpili: 
- Red Stage: DUB INC, The Selecter, Mortimer, Inna De Yard, Ijahman Levi, Marcus Gad, The Sunvizors, Tabu, Christos DC & The Ligerians, Vavamuffin, Cała Góra Barwinków, Konopians, Skankan, Maleo 40Years, Spięty, Bakshish, Rogal Salut Band, Vibes And Power, Boleo & Follow the Riddim Songkick[35][36]
- Green Stage: O.B.F feat. Charlie P, Serial Killaz & Navigator, Roberto Sanchez Live Dub Mix, Omega Nebula, Dancehall Masak‑Rah z Junior Stress, United Flavour Soundsystem & UCEE, Zjednoczenie SoundSystem, Roots Revival Sound, Splendid Sound, Kosmos Mega Sound System 30Years, Jabbadub, Positive Thursdays in Dub [35][36]
- Yellow Stage: 27Pablo, Pandadread Sound System, Dub‑A‑Ratz, Roots Trippin Sound System, Wise Dub, Conscious Riddim Sound System, Lama Sound System, KoniK/DubHouse, Shivers Shashamane, Fifti meets Bouquet, OneLove Sound System, Moonje/Wiktor BSK[35][36]
- Molo Stage — scena DJska: Roots Trippin & Bass Invaders, Ciocia Olson, Mic Liper, Hah Love Crew, Fifti, Fifo Samaritan, Jammy Eye & Eye Sound System, Dr Mc Gree & Dubness Family[37]